# Сетинг кампанії
Сетинг кампанії (також світ кампанії) — сетинг для настільної рольової гри або кампанії військової гри. Більшість сетингів кампанії — вигадані світи, однак деякі з них є історичними або сучасними місцями реального світу. Кампанія — це серія окремих пригод, а місце дії кампанії — це світ, у якому відбуваються такі пригоди та кампанії.: 30 : 12–13 Сетинг кампанії зазвичай розроблено для певної гри (наприклад, сетинг Забуті Королівства для Dungeons & Dragons) або певного жанру гри (наприклад, історичне фентезі чи наукова фантастика), хоча деякі походять із наявних медіа (таких як фільми, шоу, романи чи комікси).: 171 Існує багато сетингів кампанії, які можна придбати як у друкованому вигляді, так і в Інтернеті. Крім того, багато гейм-майстрів створюють власні, які часто називають «доморощеними» сетингами (англ. homebrew setting).
Приклади основних сетингів кампанії включають сетинг кампанії Dungeons & Dragons, World of Darkness, всесвіт наукової фантастики Star Trek і фентезійний світ Аватар: Останній захисник.

## Види сетингів
Деякі ігри та сетинги відображуються лише разом, наприклад Warhammer. Деякі ігри мають кілька сетингів, як-от Dungeons & Dragons, або загальні рольові системи, як-от GURPS або Fudge. Існують також окремі сетинги, які можна використовувати для кількох ігрових систем. Часто їх спочатку розробляють для художніх творів, таких як всесвіт Зоряних воєн або Середзем'я, а потім адаптують до однієї чи кількох систем рольових ігор. Однак деякі сетинги, що не залежать від системи, призначені спеціально для ігор, наприклад Гарн.:182
Дослідник ігор Ніколай Батлер розрізняв два типи сетингів кампанії: домашні та офіційні.: 13  За словами ігрового журналіста Девіда М. Юолта (David M. Ewalt), перевага готових сеттингів кампаній полягає в тому, що вони містять велику кількість матеріалів, написаних професійними геймдизайнерами. При створенні саморобного сеттингу «ви самі по собі — але без обмежень і упереджень», що може призвести до більш цікавих ігор, оскільки майстер гри може бути «більше вкладений у матеріал і пристрасно захоплений його розробкою».

## Рання історія жанрів (1970-1990-ті роки)

### Жанр фентезі
Перші сюжети для рольових ігор на початку 1970-х років (наприклад, «Світ Грейхока» та «Блекмур») базувалися на творах літературного жанру фентезі таких авторів, як Джон Рональд Руел Толкін і Клайв Стейплз Льюїс. Як наслідок, загальні фентезійні елементи в сетингах кампанії включають магію та надприродні/міфологічні істоти, такі як дракони, ельфи, гноми та орки. Світи в цих іграх зазвичай мають технологічний рівень, подібний до рівня середньовічної Європи. За десятиліття, що минули з тих пір, рольові ігри в жанрі фентезі значно еволюціонували і розширилися, розвинувши такі піджанри, як темне фентезі, високе фентезі та наукове фентезі.
Такі ігри, як Ars Magica, популяризували фентезі в рамках елементів історії реального світу. Подальші ігри ще більше оновили цю концепцію, перенісши фентезі-ігри в сьогодення з міським фентезі (наприклад, Mage: The Ascension) або в майбутнє з кіберпанком (наприклад, Shadowrun).

### Жанр наукової фантастики
Дія науково-фантастичних творів зазвичай відбувається в майбутньому. Спільними елементами є футуристичні технології, контакт з інопланетними формами життя, альтернативні суспільні устрої та космічні подорожі. Псіонічні здібності (тобто екстрасенсорні вміння і телекінез) часто замінюють магію. Подібно до науково-фантастичної літератури та кіно, ігровий жанр містить такі піджанри, як кіберпанк, космічна опера та стімпанк.
Науково-фантастичні сетинги для рольових ігор були введені в Metamorphosis Alpha у 1976-му році — пригоди в підземеллі на «втраченому зоряному кораблі» — а в 1977-му році невдовзі з'явилися у космічній грі Traveller. Її сетинги Третьої Імперії охоплювали кілька світів і інопланетних рас. Gamma World, представлений у 1978-му році, досліджував заміну традиційних елементів фентезійних декорацій на псевдонаукові елементи постапокаліптичної фантастики. Завдяки успіху «Зоряних воєн» і впливу франшизи на популярну культуру, у 1980-х роках було представлено або адаптовано багато сюжетів наукової фантастики. До таких сетингів часто входили докладні звіти про військові та/або торгові операції та організації.

### Історичний жанр
Дія історичних ігор відбувається в минулому Землі. Історичні сетинги, досліджені в рольових іграх 1980-1990-х років, включають Pendragon (Артуріана), Sengoku (Період Сенґоку), Recon (Війна у В'єтнамі) і Tibet (історичний Тибет).

### Жанр жахів
На початку 1980-х років уперше з'явилися сценарії ігор жахів, як-от «Поклик Ктулху», створивши гібрид фантастичних жахів і сучасних трилерів. Ці сетинги, як правило, зосереджувалися на організаціях і суспільствах, у яких зазвичай нормальні люди борються проти зловмисних надприродних істот. Інший стиль гри жахів помінявся ролями, і персонажі гравців діють як надприродні істоти, такі як вампіри та перевертні. Цей стиль був популяризований у 1990-х роках в іграх White Wolf Publishing: Vampire: The Masquerade і World of Darkness. Ранні сетинги кампанії, які поєднують елементи жахів і фентезі, включають сетинги Ravenloft і Ghostwalk. Довідник «D&D Heroes of Horror» також надає способи підкреслити елементи жахів у більш типовому фентезійному середовищі.